# Capnura elevata
Capnura elevata är en bäcksländeart som först beskrevs av Theodore Henry Frison 1942.  Capnura elevata ingår i släktet Capnura och familjen småbäcksländor. Inga underarter finns listade i Catalogue of Life.